# (8632) Egleston
(8632) Egleston (1981 FR) – planetoida z grupy pasa głównego asteroid okrążająca Słońce w ciągu 4,24 lat w średniej odległości 2,62 au. Odkryta 28 marca 1981 roku.